# Tony Bullimore
Tony Bullimore (* 15. Januar 1939 in Rochford, Essex; † 31. Juli 2018) war ein britischer Segler.
Im Januar 1997 kenterte Bullimore während der Teilnahme am Vendée Globe im Südpolarmeer, konnte aber nach fünf Tagen durch die Australische Marine gerettet werden.

## Veröffentlichungen
- Saved. Little, Brown, London 1997, ISBN 0-316-64150-2
- Rescue in the Southern Ocean. Penguin, Ringwood, Vic. 1997, ISBN 0140268375
- Yachting Yarns. Little, Brown, London 1999, ISBN 0-316-85044-6